# Certhioidea
Super-famille
Les Certhioidea forment une super-famille d'oiseaux proposée par Cracraft et al. en 2004 et regroupant cinq familles : les Tichodromidae (tichodrome), les Sittidae (sittelles), les Certhiidae (grimpereaux), les Polioptilidae (microbates et gobemoucherons) et les Troglodytidae (troglodytes). Avant ce nouveau classement, ces familles se trouvaient parmi les Sylvioidea. Certains auteurs ne reconnaissent pas les Certhioidea ni les Sylvioidea, dont ils placent les représentants parmi les Muscicapoidea.

## Systématique

### Composition de la super-famille
Les familles actuelles suivantes sont placées dans les Certhioidea :
- Certhiidae (grimpereaux et salpornis)
- Sittidae (sittelles)
- Polioptilidae (microbates et gobemoucherons)
- Tichodromidae (tichodromes)
- Troglodytidae (troglodytes)

Les taxons fossiles suivants ont également été placés dans cette super-famille, mais leur placement systématique reste à préciser :
- Certhiops rummeli
- Kischinskinia scandens
- "Sitta"(?) senogalliensis

### Phylogénie des familles actuelles
- Certhioidea
  - 
    - Tichodromidae (tichodromes)
    - Sittidae (sittelles)

  - 
    - Certhiidae (grimpereaux
et salpornis)
    - 
      - Polioptilidae (microbates
et gobemoucherons)
      - Troglodytidae (troglodytes)

Les Certhioidea sont définis par Cracraft et al. en 2004 sur la base de marqueurs nucléaires et mitochondriaux. Ses représentants étaient alors placés parmi les Sylvioidea ; certains auteurs ne reconnaissent ni la validité des Certhioidea ni celles des Sylvioidea et placent toujours ces espèces dans les Muscicapoidea. Les relations des groupes au sein de la super-famille des Certhioidea restent assez incertaines, comme la position exacte des Certhia dans la super-famille ou celle des Salpornis, généralement placés dans les Certhiidae, mais qui pourraient être plutôt proches des sittelles. Les Salpornis sont même parfois placés dans les Sittidae.